# Басюк Іван Олександрович (актор)
Іва́н Олекса́ндрович Басю́к (нар. 15 (28) грудня 1915, с. Семенівка Білгород-Дністровського району Одеської області — пом. 1976) — український театральний актор, заслужений артист УРСР (1973).

## Життєпис
1938 — закінчив Одеське театральне училище (викладач Л. В. Мацієвська).
Був учасником Другої світової війни.
1944—1949 і 1956—1976 — актор Херсонського українського музично-драматичного театру.
1949—1956 — актор Одеського обласного театру ім. Ленінського комсомолу.

## Ролі
- Стецько («Сватання на Гончарівці» Г. Квітки-Основʼяненка)
- Демид Скидан («Потомки запорожців» О. Довженка)
- Тимофій Слива («Куховарка» А. Софронова)
- Самопал, Дяк, Бурка, Некований («Веселка», «Марина», «Дороги, які ми вибираємо», «Пора жовтого листя» М. Зарудного)
- Сухарев («Коли цвіте акація» М. Винникова)